# Direction générale des Impôts (RDC)
Pour les articles homonymes, voir Direction générale des Impôts (homonymie).

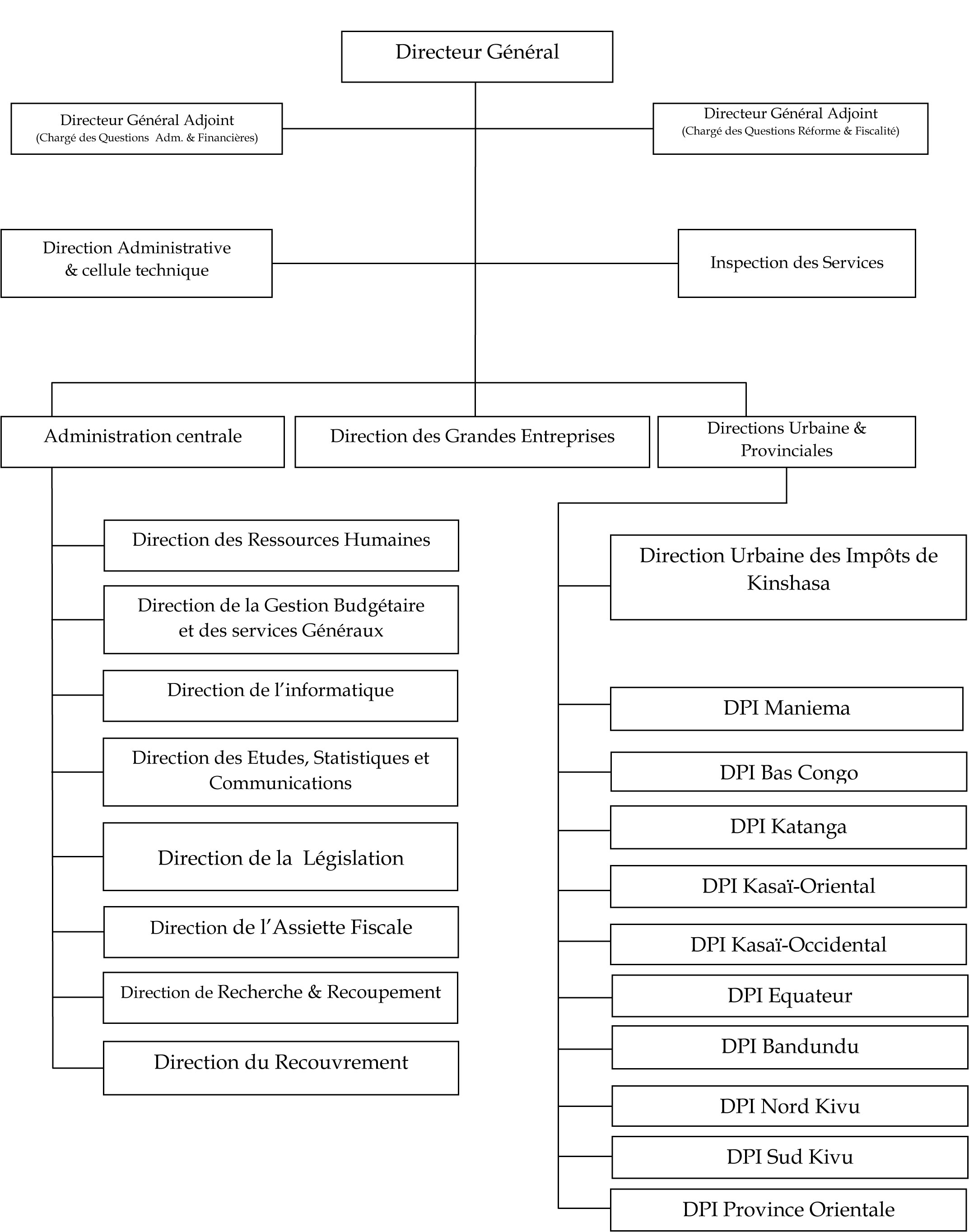

La direction générale des Impôts de la République démocratique du Congo est le service public dont la mission est de percevoir les impôts qui sont des prestations pécuniaires exigées des contribuables sans contrepartie au profit du trésor public congolais. Elle est placée sous la tutelle du Ministre ayant les Finances dans ses attributions.
Selon le Code des Impôts de la RDC,la DGI perçoit des impôts cédulaires sur les revenus(impôt sur le bénéfice des sociétés, impôt cédulaire sur les rémunérations, impôt exceptionnel sur la rémunération des expatriés, impôt mobilier sur le dividende),des impôts réels(impôt sur les véhicules ou vignette, impôt foncier sur les surfaces bâties et non bâties, impôt sur les concessions minières et des hydrocarbures) et des impôts sur la dépense(impôt sur le chiffre d'affaires l'équivalent de la TVA-taxe sur la valeur ajoutée).En effet, depuis mai 2007, un comité a été mis sur pieds pour étudier les voies et moyens de procéder à l'instauration de la TVA en RDC.

## Organisation
La Direction Générale des Impôts est dirigée par un Directeur Général  assisté de deux  Directeurs Généraux adjoints. Tous sont nommés, et le cas échéant, relevés de leurs fonctions par le Président de la République, sur proposition du Ministre ayant les Finances dans ses attributions.
Le premier Directeur Général Adjoint, dans l’ordre de nomination, assiste le Directeur Général dans la supervision et la coordination des activités liées aux questions administratives et financières ; tandis que le second assiste le Directeur Général dans la supervision et la coordination des activités liées aux questions fiscales et aux reformes.
La DGI comprend une Administration centrale, une Direction opérationnelle, une Direction Urbaine dans la Ville de Kinshasa, une Direction Provinciale dans chaque province ainsi que les services extérieurs.
L’Administration Centrale est composée de la Direction Générale et des Directions Centrales suivantes :
1) La Direction des Ressources Humaines ;
2) La Direction de la Gestion Budgétaire et des Services Généraux ;
3) La Direction de l’Informatique ;
4) La Direction des Études, de la législation et du Contentieux ;
5) La Direction de la Taxation et de la Documentation ;
6) La Direction du Contrôle Fiscal ;
7) La Direction du Recouvrement.
La Direction opérationnelle et les services extérieurs : la Direction des Grandes Entreprises, les Centres d’Impôts Synthétiques.
Les Directions Centrales, la Direction des Grandes Entreprises, la Direction Urbaine et les Directions Provinciales sont hiérarchiquement soumises à l’autorité du Directeur Général. Elles sont subdivisées en Divisions et en Bureaux.
Quant aux agents, ils sont recrutés sur concours, suivent des formations et font partie de 3 corps : inspecteurs des impôts, vérificateurs des impôts et huissiers fiscaux.